# 瀬戸市立東山小学校
瀬戸市立東山小学校（せとしりつひがしやましょうがっこう）は、愛知県瀬戸市東山町71番地にある公立小学校。
東山小学校の児童数は約500人である。1学年に約3クラスある。

## 沿革
- 1972年（昭和47年）4月1日 - 開校[1]。

## 部活動
- サッカー部
- バスケットボール部
- 野球部

## クラブ活動
- 読書クラブ
- イラストクラブ
- ソフトボールクラブ
- スポーツクラブ
- キックベースクラブ

## 進学先中学校
- 瀬戸市立南山中学校